# Авеню Америк, 1251
Авеню́ Аме́рик, 1251 (англ. 1251 Avenue of the Americas, также Exxon Building) — небоскрёб в Мидтауне Манхэттена. Фасады здания выходят на 49-ю и 50-ю улицы и на Шестую авеню.
Здание спроектировано архитектурным бюро Harrison & Abramovitz. Оно было построено в рамках расширения Рокфеллеровского центра. В год открытия в здании разместился генеральный офис компании Exxon, занявший около ¾ его помещений. Однако из-за высокой стоимости аренды в 1989 году компания была вынуждена переместить свою штаб-квартиру в Даллас.
Высотой 229 метров, оно стало вторым по высоте в комплексе (после 259-метрового Джи-И-Билдинга). Всего в здании насчитывается 54 этажа. Площадь основания небоскрёба составляет около 8950 метров, а совокупная площадь помещений — 204 000. Оформление подземного вестибюля здания перекликается со стилем ар-деко, использованным в первых зданиях Рокфеллеровского центра. Так, в качестве декоративные элементы выполнены в бронзе, узорчатом стекле и итальянском мраморе. Лифтовая система небоскрёба насчитывает 32 лифта и предоставляет доступ к вестибюлю, ведущему к другим зданиям Рокфеллеровского центра, а также к метро.
Перед зданием расположена площадь шириной 30 метров, на которой имеется двухъярусный бассейн.

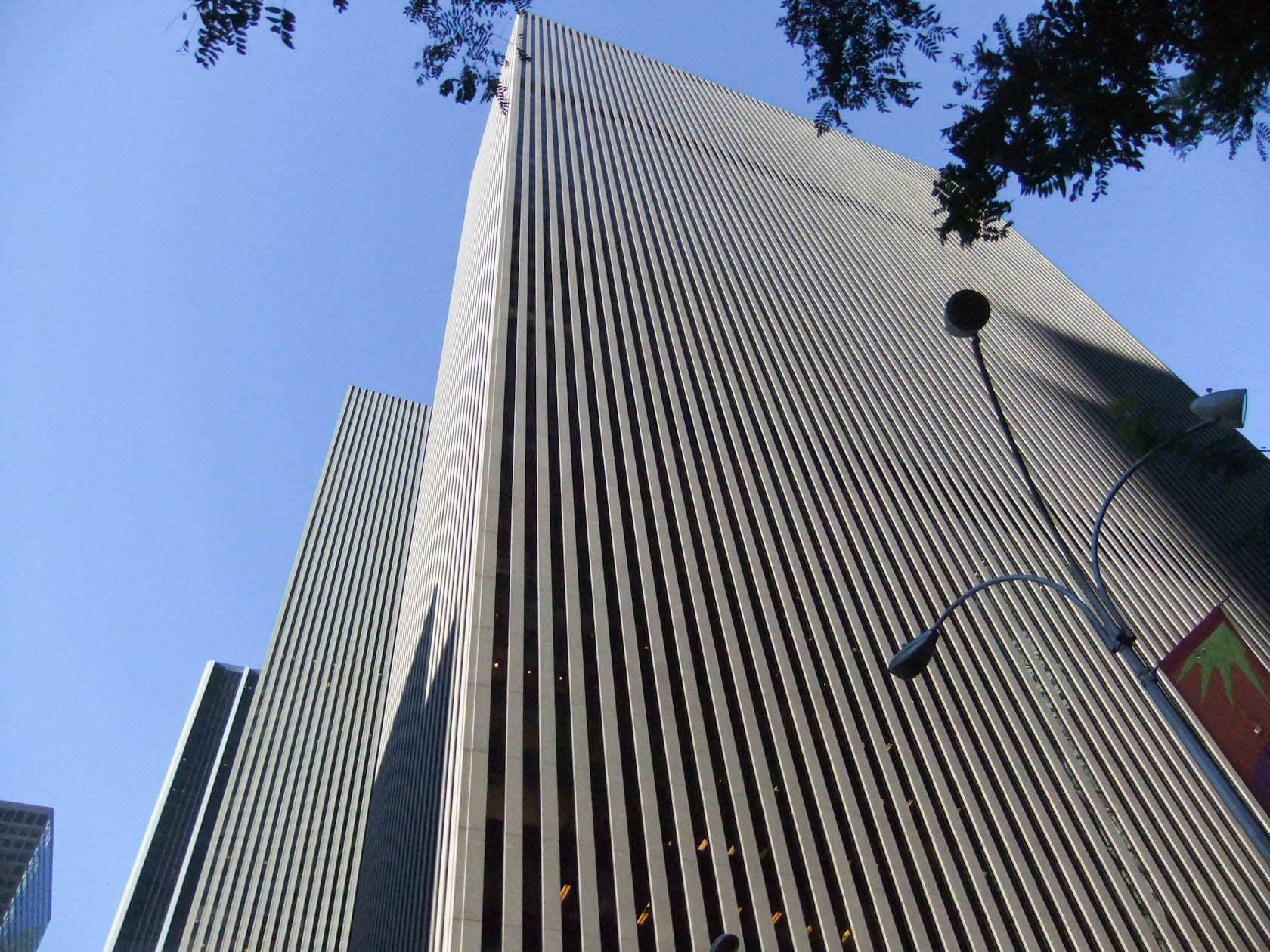
Небоскрёб в сентябре 2010 года
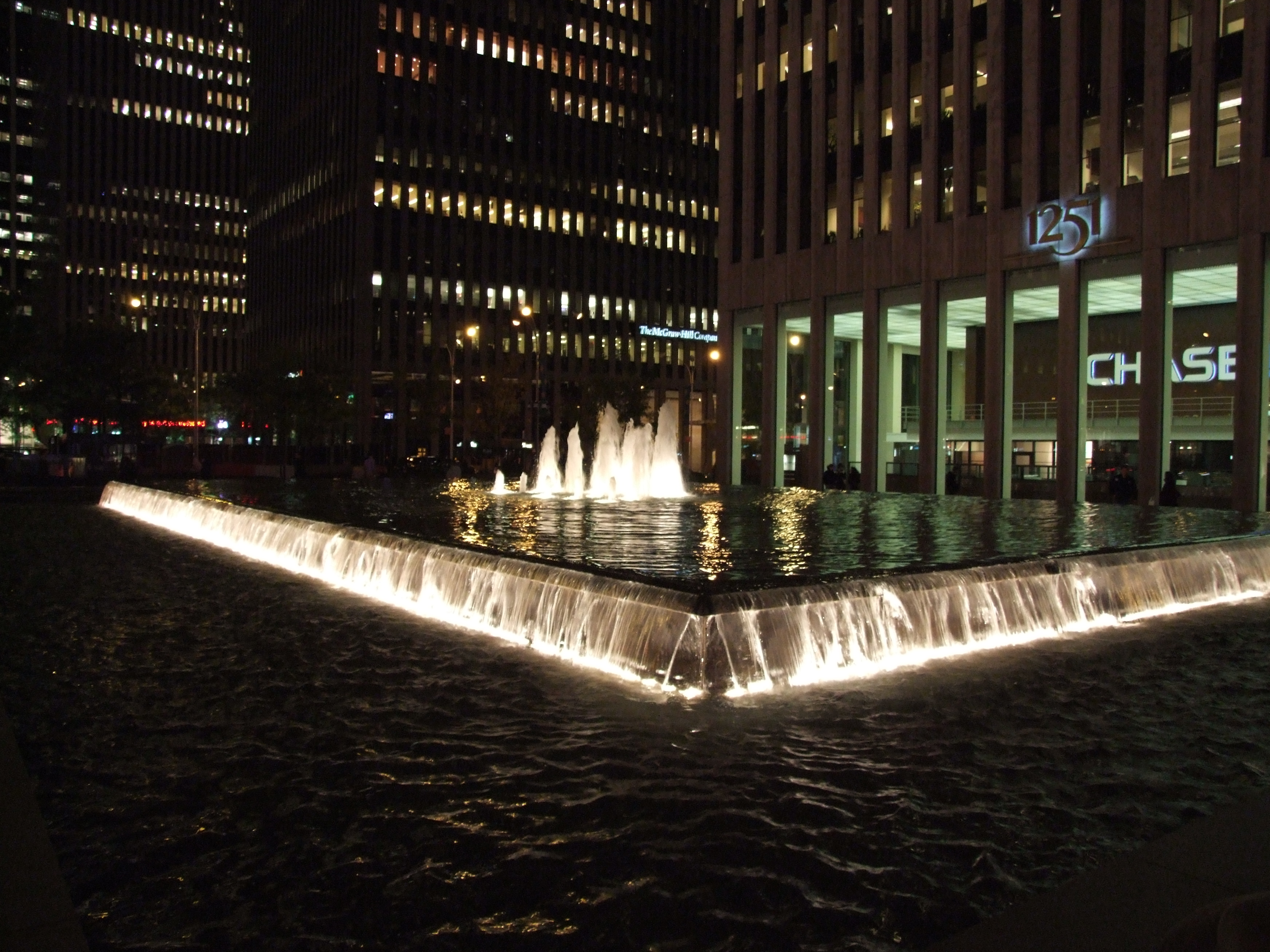
Бассейн перед зданием